# Euxoa vetusta
Euxoa vetusta är en fjärilsart som beskrevs av Walker 1865. Euxoa vetusta ingår i släktet Euxoa och familjen nattflyn. Inga underarter finns listade i Catalogue of Life.